# 1655 Comas Sola
1655 Comas Sola је астероид главног астероидног појаса. Приближан пречник астероида је 30,57 ,
а средња удаљеност астероида од Сунца износи 2,781 астрономских јединица (АЈ).
Инклинација (нагиб) орбите у односу на раван еклиптике је 9,596 степени, а орбитални период износи 1694,180 дана (4,638 године). Ексцентрицитет орбите астероида износи 0,235.
Апсолутна магнитуда астероида износи 11,04 а геометријски албедо 0,072.
Астероид је откривен . 1931. године.